# Cangcsou
Cangcsou (egyszerűsített kínai írással: 沧州, pinjin: Cāngzhōu) prefektúra szintű város Kínában, Hopej tartományban. Lakosainak száma 7 300 783 fő (2020).

## Népesség
| 2019 | 7 544 300 |
| 2020 | 7 300 783 |

## Testvérvárosok
- Prince Rupert